# Île de la Ladrona
L'île de la Ladrona, (en espagnol Isla de la Ladrona  et en asturien Islla de la Lladrona)  se trouve sur la côte de Santa Maria del Mar du territoir de la ville asturienne de Castrillón, en Espagne.
Elle est entourée d'une sombre légende, selon laquelle on lui aurait donné ce nom parce que des corps noyés y apparaissaient souvent. Le mythe s'est développé au fil du temps jusqu'à ce qu'on prétende qu'il y avait une fosse avec un calmar géant (Architeuthis dux) qui piégeait les gens. La réalité était que les courants emportaient les corps des noyés jusque-là.

## Description
C'est une enclave naturelle exceptionnelle, qui sert de refuge à plusieurs espèces d'oiseaux marins, parmi lesquelles se distingue le faucon pèlerin.
Parmi la flore existante se trouve le chou commun (Brassica oleracea), catalogué comme espèce vulnérable dans le catalogue régional des espèces menacées de la flore de la Principauté des Asturies.
Dans ses eaux, se trouve une grande variété d'espèces : sar commun (Diplodus sargus), rascasse rouge (Scorpaena scrofa), raie électrique (Torpedo), poulpe (Octopoda), bar commun (Dicentrarchus labrax), vieille commune (Labrus bergylta), oursin (Echinoidea), étoile de mer (Asteroidea), étrille (Necora puber), araignée de mer (Maja squinado) et tourteau (Cancer pagurus).
L'île possède également une galerie sous-marine qui s'étend d'est en ouest, une grande grotte voûtée et un geyser maritime que l'on peut voir lors des marées hautes ou des fortes vagues.
À marée basse, l'île est accessible depuis la terre ferme par la zone connue sous le nom de Paso de La Ladrona et était autrefois utilisée comme zone de pâturage pour les moutons, préservant encore une partie de l'enceinte qui délimitait la zone de pâturage susmentionnée.
La Mairie de Castrillón, des groupes environnementaux et même des intellectuels et des artistes ont demandé ces dernières années que La Ladrona soit incluse dans le Plan de Gestion des Ressources Naturelles des Asturies (PORNA) sous la catégorie de monument naturel.

## Galerie

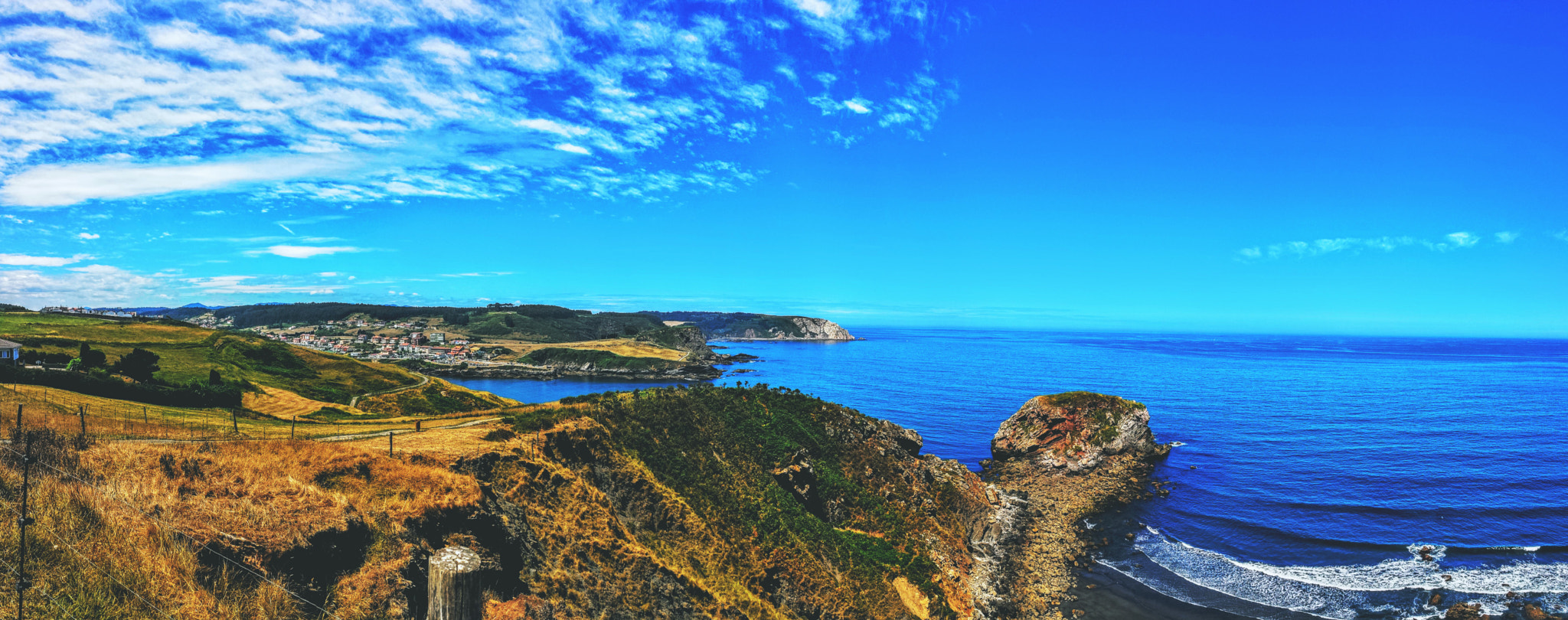
Santa María Del Mar